# Finkolo Ganadougou
Pour les articles homonymes, voir Finkolo (homonymie).
Finkolo Ganadougou est une commune du Mali, dans le cercle et la région de Sikasso.